# Xian de Yu (Shanxi)
Pour les articles homonymes, voir Yu.
Le xian de Yu (盂县 ; pinyin : Yù Xiàn) est un district administratif de la province du Shanxi en Chine. Il est placé sous la juridiction de la ville-préfecture de Yangquan.

## Démographie
La population du district était de 291 590 habitants en 1999.